# Mary Ruiz Casaux
María Pilar Ruiz-Casux y Bazo. VII marquesa de Atalaya Bermeja, pianista y profesora de música española, nacida en Madrid en 1936. Hija del violonchelista Juan Ruiz Casaux, de quien es colaboradora habitual, y de la cantante lírica Julia Bazo-Vivó. Formada al lado de su padre desde su primera infancia, estudia con él la práctica totalidad del gran repertorio de música de cámara.
Es discípula en el piano de Enrique Aroca en el Conservatorio de Madrid, donde consigue el Primer Premio de Virtuosismo al terminar sus estudios. Recibe clases de perfeccionamiento de Harry Kauffman y Tristan Riselin, y en Londres con María Curzio.
Cultiva todo el repertorio de la música de cámara con piano, especialidad a la que se dedica en total exclusiva. Está considerada una especialista en la obra de Brahms, cuya integral ha interpretado en varias ocasiones. La primera de ellas en 1983, es la primera presentación integral absoluta realizada en España.
En 1996 funda el «Trío Clara Schumann», formación a la que dedica prioritariamente su actividad profesional. En 1984 asume la dirección artística de la Asociación Española de Música de Cámara, fundada por su padre en 1951, entidad pionera en el cultivo y a difusión de la música de cámara en España, labor que simultánea con su trabajo como profesora de repertorio de piano en el Conservatorio de Madrid. 
Su carrera profesional se desarrolla en giras internacionales, que cubren, además de España, los países de mayor tradición musical, en particular Francia, Inglaterra, Bélgica, Suiza, Italia, Grecia y Rumania.
Fallece en Madrid el 29 de abril de 2024 y deja la gestión  de su legado y el de su  padre Juan Ruiz-Casaux y López de Carvajal  a su hija Maravillas, también violoncellista.
- Datos: Q6003220